# 密陽世宗醫院火災
|  |

密陽世宗醫院火災（：／），是2018年1月26日於大韓民國慶尚南道密陽市駕谷洞的世宗醫院發生的火災。這是堤川發生體育館火災造成29人喪生一個月後的一件嚴重火災。起火原因在調查中。
火災於早7時32分從本館1層急診室中發生，約在早9時半左右撲滅。截至當日下午3時半，事故已造成37人死亡，131人重輕傷。